# Ethan Kath
Claudio Paolo Palmieri conhecido profissionalmente como Ethan Kath, é o produtor e compositor principal do Crystal Castles.

## História
Kath é filho de italianos, nascido em Toronto, Ontário. Seu álbum de estreia com a banda Crystal Castles foi incluída no NME de "Top 100 Greatest Albums da Decade" posição na lista #39. 
Antes de entrar na banda Crystal Castles, Kath tocava instrumentos diferentes em muitas bandas. Como um adolescente que tocava bateria em uma banda de punk-anarquista chamado Jakarta. Mais tarde, ele tocou baixo em uma banda de garagem-metal, e guitarra em uma GG Allin cobertura de banda. Ele também estava em uma banda de folk de 2 pessoas, inspirado por Leonard Cohen e Neil Young. A banda de folk terminou com a morte de seu amigo e companheiro de banda, Pino Placentile, (Crystal Castles "I" e "II" são dedicados a Pino Placentile).
Crystal Castles são conhecidos pela indefinição de suas vidas fora do palco e identidades. Kath é rotineiramente fotografado vestindo hoodies que obscurecem parte ou a totalidade de seu rosto e passou sob um número de aliases diferentes produzindo confusão sobre seu nome real. Seu nome é uma adaptação de um apelido de que Alice deu-lhe, "Ethan Cateter ".

## Acusações de abuso sexual
Em 24 de outubro de 2017, Alice Glass postou uma declaração em seu site oficial explicando sua saída da Crystal Castles, acusando o cofundador Ethan Kath de abuso sexual, físico e mental. As acusações detalham que os abusos começaram quando Glass tinha 15 anos e começou a gravar com Kath, e aumentou até sua eventual saída do Crystal Castles.
Em uma entrevista ao The Daily Beast, Glass e quatro outras mulheres se manifestaram alegando que Kath as havia atacado sexualmente quando eram adolescentes e ele tinha vinte e poucos anos. Com Kath usando sua fama em Crystal Castles e Kill Cheerleader para entrar em contato com elas quando ainda eram jovens, as vítimas afirmaram que ele se aproveitou de sua ingenuidade e lhes forneceu drogas e álcool para coagi-las a atos sexuais.

## Equipamento
Ethan Kath foi visto tocando grande variedade de instrumentos, que vão desde teclados, sintetizadores e bateria, como visto no "preview" postado no YouTube da música "Enth", presente no álbum Amnesty (I).